# Scotogramma hungarica
Scotogramma hungarica là một loài bướm đêm trong họ Noctuidae.